# 캐나그나투스
캐나그나투스(Caenagnathus collinsi)는 오비랍토르하목에 속하는 백악기 후기의 공룡으로, 모든 화석이 캐나다 앨버타주에서 발견되었다. 학명은 ‘최신의 턱’이라는 뜻이다.